# 637
Năm 637 là một năm trong lịch Julius. 